# جودیت اودی
جودیت اودی (انگلیسی: Judith O'Dea؛ زادهٔ ۲۰ آوریل ۱۹۴۵) هنرپیشه اهل ایالات متحده آمریکا است. از فیلم‌هایی که وی در آن نقش داشته است می‌توان به شب مردگان زنده اشاره کرد.